# Breda Ba.205
Il Breda Ba.205 fu un aereo da addestramento con capacità acrobatiche, monomotore biplano, sviluppato dalla divisione aeronautica dell'azienda italiana Società Italiana Ernesto Breda a cavallo degli anni trenta e quaranta e rimasto allo stadio di prototipo.
Venne proposto su richiesta della Regia Aeronautica ma a causa delle caratteristiche non conformi alle specifiche richieste venne accantonato in attesa di ulteriori sviluppi e quindi, a causa dello svolgersi della Seconda guerra mondiale, non più ripreso.

## Storia del progetto
Nel 1938 la Direzione del Genio e delle Costruzioni Aeronautiche (DGCA) e la Regia Aeronautica espressero l'esigenza di poter disporre di un nuovo velivolo destinato all'addestramento acrobatico ad alte prestazioni dei propri piloti. A tale scopo venne istituito il Comitato Progetti, un apposito comitato incaricato di stabilire ed emettere una specifica, modificata in corso d'opera almeno due occasioni (5 settembre 1938 e 11 ottobre 1939), che verrà comunicata nella sua forma definitiva il 21 marzo 1940. Tra i requisiti richiesti vi era la tassativa condizione per l'utilizzo del motore, l'Isotta Fraschini Beta (6 cilindri, 280 CV) o il CAN D. VIII (8 cilindri, 300 cv).
Al concorso risposero sei aziende italiane con i loro progetti, richiamate dalla possibilità, vista la particolare tipologia del velivolo, di aggiudicarsi una consistente commessa; la Breda, che presentò il suo Ba.92, la Caproni con tre modelli, il Caproni Vizzola CV.3, il Caproni Ca.214 sviluppato a Taliedo ed il Caproni Predappio Ca.602, la CANSA con il CANSA FC.11, e l'IMAM con il Ro.71. Dopo un esame preliminare la commissione decise di assegnare a Breda, IMAM e Caproni Predappio la possibilità di fornire due prototipi per le valutazioni comparative.

## Tecnica
Il Ba.205 era un velivolo dall'impostazione classica e non particolarmente moderna, monomotore biplano con carrello fisso, scelta per ottimizzare le doti di maneggevolezza tipiche dei velivoli dotati di doppia velatura.

### Pubblicazioni
- (IT, EN)  AeroFan No.14 (1982/2) dal CANT 7 al CANT 18; I Caccia Nieuport-Macchi; Gli Spitfire Dell'A.M.I; Breda 205.